# Заповитное (Херсонская область)
Заповитное (укр. Заповітне) — село в Нижнесерогозской поселковой общине Генического района Херсонской области Украины.
Население по переписи 2001 года составляло 238 человек. Почтовый индекс — 74742. Телефонный код — 5540. Код КОАТУУ — 6523880402.

## Местный совет
74713, Херсонская обл., Нижнесерогозский район, пос. Братское, ул. Дружбы, 12